# ルクス
ルクス（英：lux、単位記号：lx）とは、国際単位系（SI）における照度の単位である。SI組立単位「ルーメン毎平方メートル」（lm/m2）に与えられた固有の名称であり、日本の計量単位令では「1平方メートルの面が1ルーメンの光束で照らされる時の照度」と定義されている。
luxという名称は、ラテン語で光を意味する語からとられたものである。人名に由来するものではないので、単位記号は全て小文字である。英語では単数形・複数形ともluxと書く。1889年に作られた単位で、1948年の第9回国際度量衡総会（CGPM）で国際単位系に採用された。

## 照度の目安
- 晴天の真昼12時の太陽光は約100 000 lx
- 曇天の真昼12時の太陽光は約30 000 lx
- 手術台は約20 000 lx
- 日本のプロ野球では、野球場のナイター照明（内野）は2000 lx以上
- テレビ放送のスタジオは約1000 lx (1 klx)
- 百貨店売場は500～700 lx
- 明るいオフィスは約400 lx
- 学校環境衛生基準によって日本の学校の教室は常に300 lx以上
- 夜の街灯の真下は10～100 lx
- 蝋燭から20cmの距離は10～15 lx
- 月の光は平均約0.2 lx
- 星の光は0.00005 lx (50 μlx)

## ルクスとルーメンの違い
ルクスとルーメンの違いは、ルクスは光束が広がる領域を考慮することにある。1 m2の領域に1000 lmを集中させるには、1000 lxの光束発散度を備えた正方形の照明を付ける。10 m2に同じ1000 lmを広げると、100 lxの光束発散度を生み出す。
- ルクスとは、光源から発した光が、照射対象の床や壁に当たった明るさを数値化したもの。
- ルーメンとは、光源から発する光を数値化したもの。

300 lxから500 lx程度の明るさを確保するためには、家庭のキッチン流し元ならば、1200 lmの蛍光燈が1つあれば可能である。一方、何十倍もの面積がある工場の内部を同等の明るさにしようとした場合は、1200 lmの蛍光燈が何十本も必要となる。すなわち、より広い領域を同じ明るさにするためには、より多くの照明器具から発する光束が必要である（工場では水銀燈22000 lmの照明が使用されていることが多く、効率的な照明設計が行われている）。
HIDランプなどの従来光源とLED照明の光源では、同等の明るさのランプでも、光束の数値が違うので、注意が必要である。

## 照度とエネルギーの関係
照度は、光のエネルギーではなく、人間の視覚によって知覚される光の供給を測定するものである。したがって、変換係数は、光の波長の構成あるいは色温度に応じて変わる。可視光スペクトルの中間の波長555 nmでは、1 lxは1.46 mW/m2と等しい。

## 符号位置
| 記号 | Unicode | JIS X 0213 | 文字参照          | 名称   |
| ---- | ------- | ---------- | ----------------- | ------ |
| ㏓   | U+33D3  | -          | &#x33D3; &#13267; | ルクス |

Unicodeには、ルクスを表す上記の文字が収録されている。これはCJK互換用文字であり、既存の文字コードに対する後方互換性のために収録されているものであるので、使用は推奨されない。

## ヒトに及ぼす影響
ヒトの場合、約1000 lx以上の白色光に照らされていると、光の強さに関わらず、ほぼ同等の覚醒が誘発されるのに対し、1000 lx未満では一般に暗くなる程、眠気が誘発される。